# Mary Ann McSweeney
Mary Ann McSweeney (Santa Cruz (Californië), 27 april 1962) is een Amerikaanse jazzbassiste en -componiste.

## Biografie
McSweeney kreeg een klassieke muziekopleiding. Ze kreeg haar eerste pianolessen op 5-jarige leeftijd en vioollessen op 8-jarige leeftijd. Als tiener trad ze eerst op als pianiste, voordat ze op de middelbare school overstapte naar de elektrische bas en kort daarna naar de contrabas. Op 16-jarige leeftijd trad ze op op het Monterey Jazz Festival in een bigband onder leiding van Thad Jones en Mel Lewis. Ze studeerde muziek aan het California State Northridge College in Los Angeles, waar ze de kans kreeg om lessen te volgen bij Ray Brown. Later was ze een leerling van John Clayton. Richie Beirach was een belangrijke mentor.
In de jaren 1980 werkte ze in de jazzclubs van Los Angeles, maar ook op festivals. Ze was ook actief als studiomuzikant. In 1993 verhuisde McSweeney naar New York met trombonist Mike Fahn, met wie ze trouwde. Daar speelde ze in tal van Broadway-shows, speelde ze in clubs met Lynne Arriale, Dizzy Gillespie, Donny McCaslin, Rick Margitza, Diva en Jimmy Witherspoon en trad ze ook op in Europa. Ze speelde ook klassieke muziek in ensembles onder leiding van Leonard Bernstein, Lalo Schifrin en John Williams. Daarnaast leidde ze haar eigen bands, waarmee ze de albums Thoughts of You (2001) en Swept Away (2002) presenteerde, en trad ze ook op in de bands van haar man (East and West). Ze is ook te horen op platen van Claire Daly, Janette Mason en Nana Simopoulos.